# Сояно-дель-Лаго
Сояно-дель-Лаго, Сояно-дель-Лаґо (італ. Soiano del Lago) — муніципалітет в Італії, у регіоні Ломбардія,  провінція Брешія.
Сояно-дель-Лаго розташоване на відстані близько 440 км на північ від Рима, 105 км на схід від Мілана, 23 км на схід від Брешії.
Населення — 1880 осіб (2014).

## Демографія
Населення за роками:

Станом на 1 січня 2023 року в муніципалітеті офіційно проживали 144 іноземці з 33 країн, серед них 65 громадян країн Євросоюзу та 4 громадяни України.

## Сусідні муніципалітети
- Кальваджезе-делла-Рив'єра
- Манерба-дель-Гарда
- Моніга-дель-Гарда
- Паденге-суль-Гарда
- Польпенацце-дель-Гарда